# True Love (Toots & the Maytals-album)
A True Love egy  Toots & the Maytals-album. 2005-ben Grammy-díjat kapott.

## Számok
All tracks credited to Toots Hibbert, unless otherise noted.
1. "Still Is Still Moving to Me" (Nelson) – 3:11
2. "True Love Is Hard to Find" – 4:27
3. "Pressure Drop" – 2:57
4. "Time Tough" – 3:22
5. "Bam Bam" – 3:46
6. "54-46 Was My Number" (Hibbert, Kong) – 4:39
7. "Monkey Man" – 3:39
8. "Sweet and Dandy" – 3:17
9. "Funky Kingston" – 4:06
10. "Reggae Got Soul" (Hibbert, Lyn) – 2:58
11. "Never Grow Old" (Dodd, Hibbert) – 3:27
12. "Take a Trip" – 3:57
13. "Love Gonna Walk Out on Me" (Davidson, Hibbert) – 3:33
14. "Careless Ethiopians" – 3:20
15. "Blame on Me" – 3:59